# Cesar Ku
Cesar Ku (poenostavljeno kitajsko: 喾; tradicionalno kitajsko: 嚳), ali Dì Kù (poenostavljeno kitajsko: 帝喾; tradicionalno kitajsko: 帝嚳), znan tudi kot Gaošin (pinjin: Gāoxīn) ali Gaošin Ši (kitajsko: 高辛氏; pinjin: Gāoxīn Shì), kitajski cesar.
Bil je sin Čjaodžija (kitajsko: 蟜 极 / 蟜 极; pinjin: Qiaoji), vnuk Šaohaoa (少昊) in pravnuk Huangdija (黄帝 / 黄帝), rumenega cesarja.